# دوغلاس بوكستون
دوغلاس بوكستون (بالإنجليزية: Douglas Buxton)‏ هو متسابق يخت أسترالي، ولد في 1917 في ملبورن في أستراليا، وتوفي بنفس المكان في 1984.

## وصلات خارجية
- دوغلاس بوكستون على موقع الاتحاد الدولي للملاحة الشراعية (موقع جديد) (الإنجليزية)
- دوغلاس بوكستون على موقع اللجنة الأولمبية الدولية (الإنجليزية)
- دوغلاس بوكستون على موقع أوليمبيديا (الإنجليزية)
- دوغلاس بوكستون على موقع اللجنة الأولمبية الأسترالية (الإنجليزية)